# Alvarelhos (Valpaços)
Alvarelhos é uma povoação portuguesa do Município de Valpaços que foi sede da extinta Freguesia de Alvarelhos, freguesia que tinha 12,89 km² de área e 137 habitantes (2011), e, por isso, uma densidade populacional de 10,6 hab./km². 
A Freguesia de Alvarelhos era constituída pelas aldeias de Lama de Ouriço e Alvarelhos. Foi extinta (agregada) pela reorganização administrativa de 2012/2013, tendo o seu território sido integrado na então criada Freguesia de Tinhela e Alvarelhos.

## Caracterização
Lama d'Ouriço já foi uma paróquia independente, em tempos, mas no século XIX já não se justificava a sua existência isolada a assim foi anexada a Alvarelhos. O curioso nome deve-se ao facto de existirem muitos animais daquela espécie nos prédios regadios ("lama") existentes no local.
Tal como na generalidade das freguesias do Município, a actividade principal desta população é a agricultura. Os produtos mais cultivados pelos seus habitantes, porque os mais rentáveis neste tipo de solos, são o centeio e a batata. É uma população que apresenta ainda permanências do passado, nomeadamente em relação à tecelagem artesanal.
Perderam-se, no entanto, alguns traços bem característicos. O célebre gaiteiro, por exemplo era uma figura extremamente típica. Vinha muitas vezes a Valpaços, e em especial a esta freguesia e aqui cantava e dançava com grande alegria. Chamado para tudo o que era festas, “salsifrés e funçanatas”, “encaixava” com prazer os remoques da população que com satisfação o acolhia: “Ó gaiteiro de Lama de Ouriço”

## População
| Número de habitantes | Número de habitantes | Número de habitantes | Número de habitantes | Número de habitantes | Número de habitantes | Número de habitantes | Número de habitantes | Número de habitantes | Número de habitantes | Número de habitantes | Número de habitantes | Número de habitantes | Número de habitantes | Número de habitantes |
| -------------------- | -------------------- | -------------------- | -------------------- | -------------------- | -------------------- | -------------------- | -------------------- | -------------------- | -------------------- | -------------------- | -------------------- | -------------------- | -------------------- | -------------------- |
| 1864                 | 1878                 | 1890                 | 1900                 | 1911                 | 1920                 | 1930                 | 1940                 | 1950                 | 1960                 | 1970                 | 1981                 | 1991                 | 2001                 | 2011                 |
| 334                  | 387                  | 314                  | 311                  | 351                  | 293                  | 264                  | 326                  | 418                  | 392                  | 310                  | 268                  | 225                  | 172                  | 137                  |

(Obs.: Número de habitantes "residentes", ou seja, que tinham a residência oficial neste município à data em que os censos  se realizaram.)
| Distribuição da População por Grupos Etários em 2001 e 2011 | Distribuição da População por Grupos Etários em 2001 e 2011 | Distribuição da População por Grupos Etários em 2001 e 2011 | Distribuição da População por Grupos Etários em 2001 e 2011 | Distribuição da População por Grupos Etários em 2001 e 2011 | Distribuição da População por Grupos Etários em 2001 e 2011 | Distribuição da População por Grupos Etários em 2001 e 2011 | Distribuição da População por Grupos Etários em 2001 e 2011 | Distribuição da População por Grupos Etários em 2001 e 2011 | Distribuição da População por Grupos Etários em 2001 e 2011 |
| ----------------------------------------------------------- | ----------------------------------------------------------- | ----------------------------------------------------------- | ----------------------------------------------------------- | ----------------------------------------------------------- | ----------------------------------------------------------- | ----------------------------------------------------------- | ----------------------------------------------------------- | ----------------------------------------------------------- | ----------------------------------------------------------- |
| Idade                                                       | 0-14                                                        | 15-24                                                       | 25-64                                                       | > 65                                                        |                                                             | 0-14                                                        | 15-24                                                       | 25-64                                                       | > 65                                                        |
| 2001                                                        | 18                                                          | 18                                                          | 85                                                          | 51                                                          |                                                             | 10,5%                                                       | 10,5%                                                       | 49,4%                                                       | 29,7%                                                       |
| 2011                                                        | 8                                                           | 7                                                           | 67                                                          | 55                                                          |                                                             | 5,8%                                                        | 5,1%                                                        | 48,9%                                                       | 40,1%                                                       |

## Património
- Castro da Lama de Ouriço ou Cabeço da Muralha